# Karl III. (Parma)

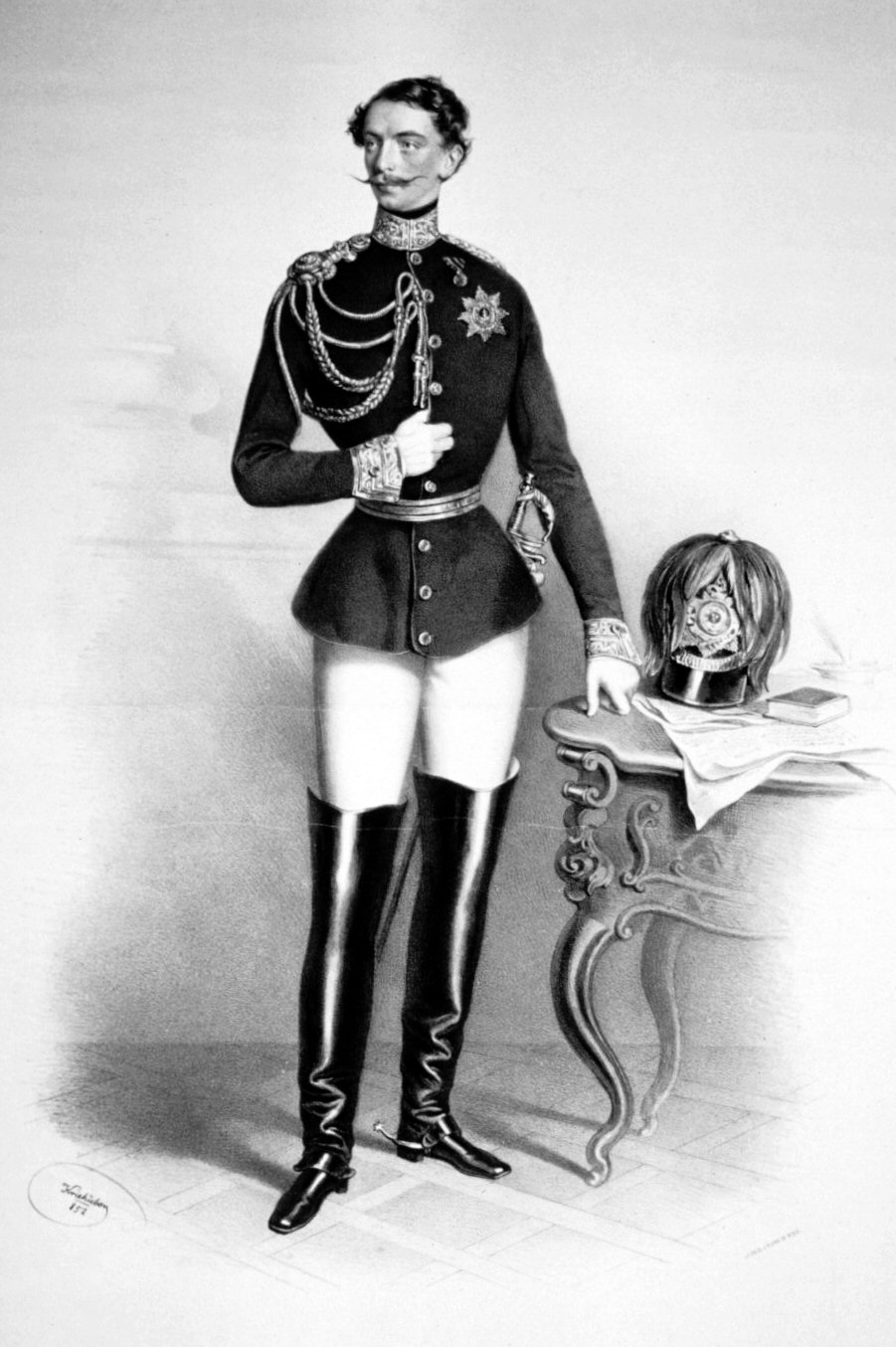
Herzog Karl III. von Parma, Lithographie von Josef Kriehuber, 1852

Ferdinand Karl III. von Parma (* 14. Januar 1823 in Florenz; † 27. März 1854 in Parma) war von 1849 bis 1854  Herzog von Parma.

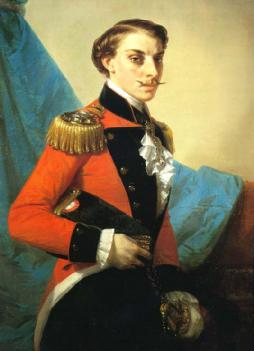
Herzog Karl III. von Parma (1823–1854)

## Leben
Ferdinand Karl war der einzige Sohn von Herzog Karl II. Ludwig von Parma (1799–1883) und Prinzessin Maria Theresia (1803–1879), Tochter des Königs Viktor Emanuel I. von Sardinien-Piemont und dessen Gattin Maria von Modena.
Nachdem sein Vater zu seinen Gunsten abgedankt hatte, kehrte er im August 1849 unter dem Schutz österreichischer Truppen aus London nach Parma zurück und errichtete ein reaktionäres Willkürregime, das ihn derart verhasst machte, dass er im März 1854 in Parma auf offener Straße von einem Unbekannten erdolcht wurde. Für den noch unmündigen Thronerben Herzog Robert (1854–1859/60) übernahm dessen Mutter, die gebürtige französische Bourbonen-Prinzessin Louise Marie von Bourbon, die Regentschaft.

## Ehe und Nachkommen
Am 10. November 1845 heiratete Ferdinand Karl auf Schloss Frohsdorf in Österreich die französische Prinzessin Louise Marie Therese (1819–1864), einzige Tochter des Herzogs von Berry, Charles-Ferdinand von Bourbon, und seiner Gattin Prinzessin Maria Karolina von Neapel-Sizilien. Aus der Ehe gingen vier Kinder hervor:
- Margarethe Maria Therese Enrichetta (1847–1893)

⚭ 1867 Infant Carlos María de los Dolores de Borbón
- Robert I. Karl Ludwig Maria (1848–1907), letzter regierender Herzog von Parma von 1854–1859/60

⚭ 1869 Prinzessin Maria Pia von Neapel-Sizilien
⚭ 1884 Infantin Maria Antonia von Portugal
- Alicia Maria Carolina Ferdinanda Rachel Filomena (1849–1935)

⚭ 1868 Großherzog Ferdinand IV. von Österreich-Toskana
- Heinrich Karl Ludwig Georg Abraham Paul Maria (1851–1905)

⚭ 1873 Prinzessin Maria Luisa von Neapel-Sizilien
⚭ 1876 Infantin Adelgunde von Portugal